# Муніципальний стадіон (Дробета-Турну-Северин)
«Муніципальний стадіон Дробета-Турну-Северина» (рум. Stadionul Municipal Drobeta-Turnu Severin) — багатофункціональний стадіон у місті Дробета-Турну-Северин, Румунія, домашня арена ФК «Пандурій».
Стадіон побудований та відкритий 1977 року. У 2009 році реконструйований, у результаті чого замінено покриття газону, реконструйовано трибуни та легкоатлетичний манеж. Модернізовано бігові доріжки, замість воріт при вході до стадіону облаштовано прохідні тунелі. 2010 року встановлено систему освітлення. Арена обладнана системами автоматичного поливу та дренажу поля із замкненим циклом. Відповідає вимогам УЄФА та ФІФА.